# Acogimiento civil
El acogimiento civil, también denominado apadrinamiento civil, bautismo civil, ceremonia civil de imposición de nombre o ceremonia civil de otorgamiento de carta de ciudadanía, entre otros nombres, es una ceremonia laica que simboliza el ingreso del niño en la sociedad.
Esta ceremonia nació en la Francia republicana y ha conocido un resurgimiento a comienzo del siglo XXI en algunos países, como la misma Francia, España y el Reino Unido. Se trata de una alternativa laica al sacramento cristiano del bautismo, y como tal está despojada de cualquier matiz religioso, de manera que las familias que solicitan esta fórmula pueden celebrar la llegada al mundo de su hijo sin para ello tener que inscribirlo en una confesión religiosa.

## Por país

### Francia
En Francia el acogimiento civil se denomina padrinazgo civil (en francés: parrainage civil) o bautizo republicano (en francés: baptême républicain). El primero tuvo lugar en Estrasburgo el 13 de julio de 1790, instituyéndose por decreto el 26 de junio de 1792 como parte de la separación Iglesia-Estado de la Revolución Francesa. El político Joseph Fouché lo declaró en 1793 para su hija Nièvre: «En Nevers, este nuevo papa es el primero en introducir el bautismo civil para su hija, a la que llama Nièvre por el nombre del departamento».
Tras caer en desuso en el siglo XIX, el municipio de Saint-Denis lo revitalizó en 1892 con el fin de «sacar a la juventud de la influencia nefasta de las religiones deístas que atrofian y falsean su inteligencia». Permaneció en boga en el norte de Francia durante la Belle Époque. Posteriormente se volvió más infrecuente, aunque siguió teniendo vigencia a lo largo del siglo XX en algunos municipios.
Con la celebración del segundo centenario de la Revolución Francesa volvió a revitalizarse como una ceremonia republicana.
A comienzos del siglo XXI se ha desarrollado como una forma de apoyo a los extranjeros en situación irregular, con un especial impulso por parte de Réseau éducation sans frontières (Red Educación Sin Fronteras, RESF).

### España
A fecha de 2015,[actualizar] no existe una regulación a nivel estatal del bautismo civil, sino que su realización corre a cargo de los ayuntamientos que tengan la voluntad de celebrarlos.
El primer municipio que celebró un bautismo civil en España fue Igualada (Barcelona), el 7 de noviembre de 2004. En 2007 le siguió el municipio de Rivas-Vaciamadrid (Madrid) y en 2009 El Borge (Málaga) y la ciudad de Madrid.
Durante la ceremonia, el alcalde o concejal lee algunos de los artículos de la Convención Internacional de los Derechos de la Infancia o de la Constitución Española, particularmente aquellos artículos relevantes a la educación o a los derechos y libertades fundamentales de la persona. Puede incluir lecturas complementarias y piezas musicales escogidas por el ayuntamiento o por la familia. La ceremonia concluye con la firma de la carta de ciudadanía. En Rivas, el ayuntamiento entrega a la familia un obsequio así como información acerca de los servicios locales para la infancia.

### Reino Unido
En el Reino Unido existen varias alternativas al bautismo. Algunas alternativas también religiosas son la bendición eclesiástica y la acción de gracias sin bendición. También existe una alternativa totalmente secular denominada civil naming ceremony, o ceremonia civil de imposición de nombre, que es realizada por algunos ayuntamientos y organizaciones humanistas como The British Humanist Association.
La ceremonia civil de imposición de nombre no tiene estatus legal. Los padres pueden oficiar la ceremonia o bien delegar la tarea en un oficiante. A lo largo de la ceremonia, los padres expresan su compromiso hacia su hijo y pueden escoger piezas musicales y textos para ser leídos. Al final tienen la opción de llevarse un recuerdo.
Algunos términos con connotaciones religiosas se sustituyen por otros términos que no tienen esas connotaciones. Por ejemplo, godparents, el término inglés para «padrinos» proviene de God (Dios) + parents (padres). En una ceremonia civil se emplea en su lugar supporting adults («adultos de apoyo») o mentors («mentores»).